# Kalmîkia
Kalmîkia  sau Republica Kalmîkia (în limba rusă: Респу́блика Калмы́кия; în limba kalmîcă: Хальмг Таңһч) este o republică a Federației Ruse. Orașul Elista este capitala Republicii Kalmîchia. 
Kalmîchia este singura regiune budistă din Europa. 

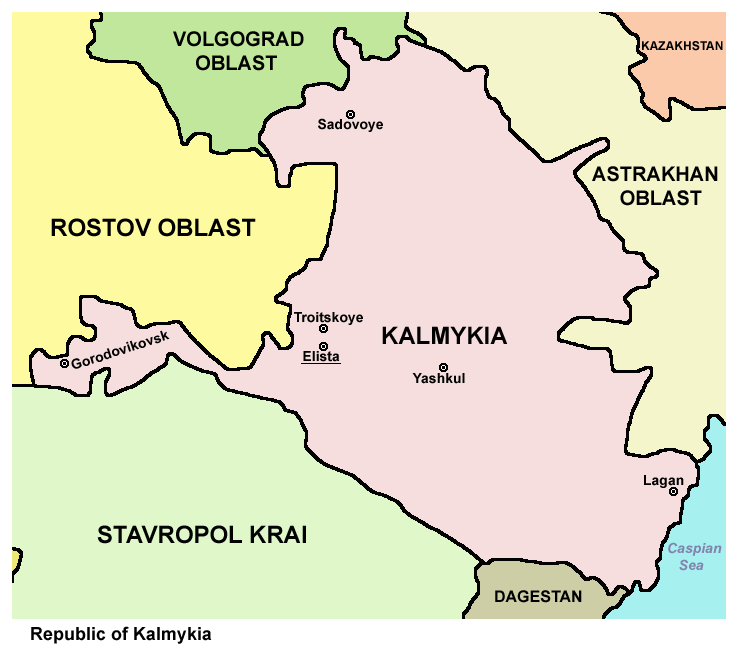

## Geografie
- Suprafață: 76,100 km².
- Granițe:  
  - terestre interne: regiunea Volgograd (NV/N), regiunea Astrahan (N/NE/E), Daghestan (S), Ținutul Stavropol (SV), regiunea Rostov (V).
  - maritimă: Marea Caspică (SE).
- cel mai înalt punct: ---.
- lățime maximă N->S: 448 km.
- lățime maximă E->V : 423 km.
- înălțime medie: ---.

### Ora locală
Ora locală a Kalmîkiei este Ora Moscovei (MSK/MSD). Diferența față de UTC este de  +0300 (MSK)/+0400 (MSD).

### Râuri
Principalele râuri sunt:
- Kuma
- Manici

### Lacuri
Kalmîkia este așezată pe țărmurile Mării Caspice. În general, sunt foarte puține lacuri pe întinsul republicii. Cele mai mari lacuri sunt:
- Lacul Manici-Gudilo
- Sarpinskoie
- Sostinskie
- Țagan-Hak

### Resurse naturale
Principalele resurse naturale ale republicii sunt: cărbunele, petrolul, și  gazele naturale.

### Clima
Kalmîkia are un climat continental, cu veri foarte secetoase și calde și cu ierni friguroase și cu puțină zăpadă. 
- temperatura medie în ianuarie: -7 °C
- temperatura medie în iulie: +24 °C
- precipitații medii anuiale: 170 mm (zona de răsărit) la 400 mm (partea vestică)

## Împărțire administrativă
Articol principal: Împărțirea administrativă a Kalmâkiei

## Populația
Așa cum rezultă din recensământul populației din 2002, calmîcii formează 53,3% din populație cu 155.938 de persoane, urmați de etnicii ruși cu 35,5%, (98.115 oameni), darghinii cu 2,49% (7.295), cecenii cu 2,04% (5.979), kazahii cu 1,71% (5.011), ucrainenii cu 0,86% (2.505), avarii cu 0,79% (2.305), germanii cu 0,56% (1.643), coreenii cu 0,36% (1.049) și alte grupuri mai mici. În total sunt 97 de grupuri etnice trăitoare în republică.
- Populația: 292.410 (2002)
  - Urbană: 129.539 (44.3%)
  - Rurală: 162.871 (55.7%)
  - Bărbați: 140,097 (47.9%)
  - Femei: 152.313 (52.1%)
- Femei la 1000 bărbați: 1.087
- Vârsta medie: 33,0 ani
  - În mediul urban: 32,0 ani
  - În mediul rural: 33,8 ani
  - Bărbați: 31.2 ani
  - Femei: 34.7 ani
- Numărul de gospodării: 90.464 (cu 289.816 oameni)
  - În mediul urban: 40.885 (cu 128.564 oameni)
  - În mediul rural: 49.579 (cu 161.252 oameni)
- Speranța medie de viață:
  - Bărbați: 59,6 ani (depășește media din Rusia – 59,0 ani)
  - Femei: 72,4 ani (depășește media din Rusia – 72,2 ani)

## Istorie
Kalmîkia se deosebește de vecini prin aceea că este unicul teritoriu cu populație de confesiune budistă, varianta budismului tibetan din Europa. Rușii au adoptat în secolul al XVI-lea  etnonimul turcic kalmîc (kalmak, kalmük), care înseamnă „rămași; rămășițe”,  de la tătari. El este însă atestat încă din sec. XIII și XIV. Rușii îi numeau în 1530 „tătarii kolmak”. Teritoriul kalmîcilor din aceeași epocă figurează pe o hartă în lucrarea Cosmographia (1544), de cartograful german Sebastian Münster, cu numele Kalmuchi.
Kalmîcii înșiși folosesc un etnonim propriu – și anume oirat sau oirad, în limba mongolă. Unii cercetători presupun că acest etnonim ar putea fi o stîlcire a denumirii inițiale dörvn öörd care însemna “cei patru aliați”. (Probabil inspirați de această denumire, alte grupuri mongole s-au autodenumit odinioară döcin monggol (döcin însemnînd “patruzeci”), Strămoșii oiraților trăiau preponderent în provinciile Dzungaria și Amdo din vestul Chinei de astăzi.
Stepele europene au fost mereu mai mănoase decât cele asiatice mulțumită unui grad de umiditate atmosferică mai mare, asigurată de vînturile dinspre Oceanul Atlantic. Acesta este unul dintre principalele motive pentru care puternicele uniuni tribale asiatice doreau să stăpînească teritoriile de șes europene. În acest șir de invazii din Asia se includ și calmîcii atrași în secolul al XVII-lea de stepele europene. 
Strămutarea în stepele europene a fost decizia lui Hu Örlög (sau Urluk), șeful tribului torghuud (sau torgut; în scrierea calmîcă cu caractere chirilice, Торгууд), luată la începutul secolului al XVII-lea ca urmare a unui conflict intern provocat de tribul hoșuud (sau hoșut; Хошууд). Tribului torguud i se alăturaseră cu un secol mai devreme triburile hoșuud și ölöt (sau ööld; Өөлд). Alt trib important are numele dürbet (sau dörbet sau dörvöd; Дөрвөд). Potrivit unor surse, din acest marele grup supranumit odinioară Dörvn öörd făceau parte și triburile bargut, buzav, kerait și naiman.
Oirații au în comun istoria, geografia, cultura și limba cu mongolii răsăriteni și în diverse perioade au fost conduși de aceiași lideri, în cadrul cîte unui hanat mongol mai mare, fie că hanii erau oirați sau mongoli estici.
Kalmîcii au sosit în partea europeană a stepelor euro-asiatice în 1630. Ținuturile însă erau locuite și aparțineau hoardei tătarilor nogai. În cele din urmă, puterea nou sosiților i-a determinat pe nogai să se refugieze în Crimeea, precum și într-o regiune situată la rîul Kuban.
Kalmîcii nu s-au așezat numai în jurul Astrahanului și în delta râului Volga, stăpânirea calmîcă s-a întins de la munții Ural la râul Terek. Ei au continuat să mențină legături strânse cu calmîcii rămași în ținuturile de origine. Aliindu-se cu Rusia, torghuuzii au dezvoltat un stat înfloritor pe vremea domniei lui Ayuki, cel mai important han calmîc, care a primit titlul de han de la al șaselea Dalai Lama și care a fost contemporan cu țarul Petru cel Mare al Rusiei.
La sfârșitul secolului al XVIII-lea, calmîcii au fost deziluzionați de ingerințele Rusiei în viața lor. Pe fundalul expansiunii rusești prin intermediul forțelor căzăcești, hanul Ubași, strănepotul hanului Ayuki, a decis reîntoarcerea în ținuturile de origine din interiorul Asiei. Circa 200.000 de oameni au început un marș fără precedent. După aproape șapte luni, calmîcii au ajuns în fața avanposturilor manciuriene de lângă lacul Balhaș.
Însă o parte a kalmîcilor nu a reușit să treacă de linia Volga-Ural, pentru a se repatria alături de grupul principal. Grupul kalmîc rămas pe loc a cooperat cu autoritățile țariste, apoi cu cele sovietice. Calmîcii rămași s-au sedentarizat treptat, au construit case și temple în locul iurtelor lor rotunde, ușor transportabile, procesul durând și după ce instaurarea regimului sovietic.
Kalmîkia a devenit la 4 noiembrie 1920 regiune autonomă, iar la 22 octombrie 1935 republică autonomă. În 1943, autonomia i-a fost revocată, teritoriul fiind administrat de guvernarea sovietică centrală.
Colectivizarea forțată a fost un dezastru social, economic și cultural, o politică incompatibilă cu temperamentul calmîc și cu terenurile aride locuite de ei. În cel de-al doilea război mondial, Stalin, având dubii privind loialitatea calmîcilor, a dispus deportarea fără avertisment a întregului popor kalmîc în Siberia. Deportații au fost urcați în toiul iernii în trenuri marfar. Jumătate din ei au pierit în timpul transportului și în anii surghiunului, acțiunea de epurare etnică rămînând necunoscută până recent.
Din cauza răsfirării pe un teritoriu vast, în toată Siberia, limba și cultura kalmîcilor a suferit un declin, fiind amenințate cu dispariția. Nikita Hrușciov a permis kalmîchilor reîntoarcerea, însă au găsit casele și locurile de muncă ocupate de coloniști ruși și ucrainieni. Aceștia nu voiau să cedeze nimic din ce le fusese dat gratuit. 
La 9 ianuarie 1957, Kalmîkia a redevenit regiune autonomă și la 29 iulie 1958 și-a redobândit statutul de republică autonomă în cadrul RSSFR.
Planificarea greșită din agricultură și sistemele de irigații insuficient concepute au dus la deșertificarea kalmîkiei. Au fost făcute și investiții industriale nerentabile. După colapsul Uniunii Sovietice, economia s-a dezintegrat, cauzând probleme sociale și depopularea zonelor rurale lipsite de resurse și de oportunități. 
După dizolvarea URSS, Kalmîkia și-a păstrat statutul de republică autonomă în cadrul nou-formatei Federații Ruse. (31 martie 1992).

## Politica
Șeful guvernului kalmîc este președintele. La putere din 1993 este președintele Kirsan Nikolaievici Iliumjinov.

## Economia
Kalmîkia are un sector agricol în continuă dezvoltare. În republică există fabrici ale industriei alimentare și exploatări ale petrolului și gazelor naturale. 

## Alte informații
În estul Kârgâzstanului există o mică comunitate calmîcă, în special în sate din regiunea Karakol. Aceștia sunt urmașii celor care au rămas după ce majoritatea poporului s-a mutat către vest la începutul secolulului al XVI-lea. Limba și cultura lor se pierd rapid datorită numărului mic de oameni și a presiunilor de tot felul. Deși unii dintre acești calmîci sunt azi musulmani, cei mai mulți dintre ei, atât din fosta URSS cât și din străinătate, au fost și au rămas budiști tibetani/lamaiști, care-l recunosc pe Sfinția Sa Dalai Lama ca liderul lor spiritual. 
Există, de asemenea, o comunitate mică kalmîcă în SUA, în statele Pennsylvania și New Jersey. Ei sunt descendenții celor care au emigrat prin Germania, Franța și Iugoslavia la sfârșitul celui de-al doilea război mondial. Armata germană era deja în retragere când calmîcii care luptau în cadrul unităților naziste au ajuns în Europa de vest. 
Ca urmare a zecilor de ani petrecuți în vest, mulți kalmîci în vârstă vorbesc fluent limbile germană, franceza sau sârbo-croată în plus față de cele pe care le-au învățat acasă: limba rusă și cea materna, limba calmîcă.
În Belgrad, Serbia, există un templu budist kalmîc iar, în zona în care s-au așezat cei mai mulți emigranți în SUA, (Monmouth County – New Jersey), există mai multe temple și, de asemenea mai există o mânăstire și un centru cultural budist în Washington County, NJ.